# Sirețel
Sirețel is een Roemeense gemeente in het district Iași.
Sirețel telt 4150 inwoners.